# Mine

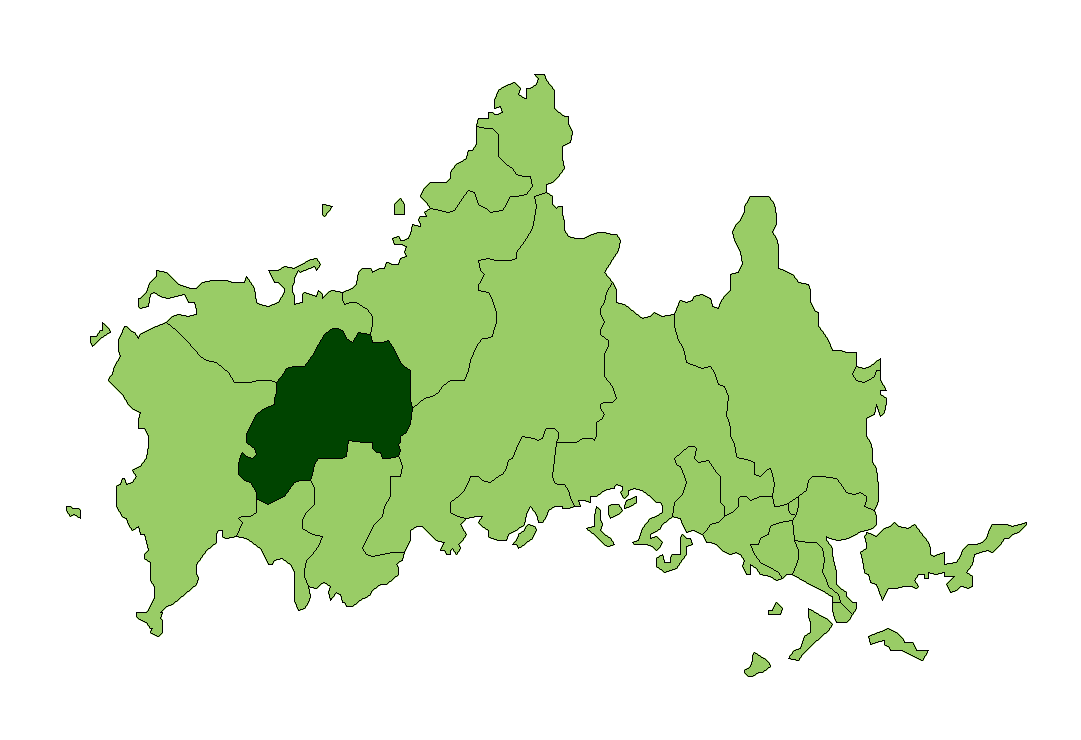

Mine (美祢市 Mine-shi?) este un municipiu din Japonia, prefectura Yamaguchi. La 1 mai 2011, populația estimată a municipiului este de 28.392 persoane, cu o densitate de 60,06 persoane pe km2. Suprafața totală este de 472,71 km2.

## Istorie
Orașul a fost fondat la 31 martie 1954 prin comasarea mai multor municipalități din districtul Mine (Mine-gun). La 21 martie 2008, orașul s-a unit cu restul districtului Mine (orașele Mitō și  Shūhō), municipiul nou-format păstrând numele de Mine.

## Transport

### Cale ferată
Municipiul este deservit de linia Mine a companiei West Japan Railway Company (JR West).

### Drumuri
Prin Mine trece autostrada „Chugoku Expressway”, care poate fi acesat prin 2 noduri: Mine și Mine-nishi.